# Namanyere
Namanyere è una circoscrizione urbana (urban ward) della Tanzania situata nel distretto di Nkasi, regione di Rukwa. Conta una popolazione di 18 877 abitanti (censimento 2012).